# UCI Nations Cup U23 / 2009
De UCI Nations Cup U23 / 2009 is de derde uitgave van de UCI Nations Cup U23 voor jonge wielrenners onder de 23 jaar. Deze wordt jaarlijks ingericht door de UCI en levert per wedstrijd punten op die resulteren in een rangschikking per land.

## Wedstrijden
| Code   | Naam wedstrijd                   | Winnaar         |
| ------ | -------------------------------- | --------------- |
| 2.Ncup | GP van Portugal U23              | Sergio Henao    |
| 1.Ncup | Ronde van Vlaanderen U23         | Jan Ghyselinck  |
| 1.Ncup | La Côte Picarde                  | Timofej Kritski |
| 1.Ncup | ZLM Tour                         | Luke Rowe       |
| 2.Ncup | Coupe des Nations Ville Saguenay | Johan Le Bon    |
| 2.Ncup | Tour de l'Avenir                 | Romain Sicard   |

## Eindstand
| Plaats | Land             | Punten |
| ------ | ---------------- | ------ |
| 1      | Frankrijk        | 108    |
| 2      | Duitsland        | 100    |
| 3      | Denemarken       | 79     |
| 4      | Colombia         | 66     |
| 5      | Slovenië         | 61     |
| 6      | Verenigde Staten | 57     |
| 7      | Rusland          | 54     |
| 8      | België           | 43     |
| 9      | Nederland        | 40     |
| 10     | Wit-Rusland      | 36     |

2007 · 
2008 · 
2009 · 
2010 · 
2011 · 
2012 · 
2013 · 
2014 · 
2015 · 
2016 · 
2017 · 
2018 · 
2019 · 
2020